# Tracks
Tracks es un personaje de ficción del mundo de Transformers.

## Historia
Tracks es el Autobot más vanidoso de todos, piensa que sus compañeros son celosos de su belleza pero ellos sienten que la lucha contra los Decepticons debería ser su preocupación superior, usa alas bajo defensas de reverso para el vuelo subacústico como el coche o el robot usan el lanzador para disparar misiles termodirigidos incendiarios 60 millas, tiene el arma de rayo cegador negro, su compañero humano s Rahul un joven callejero que siempre se mete en problemas con mafiosos que a veces Megatron los utiliza para destruir a los Autobots, Tracks siempre se ha demostrado seguro en los combates debido a su vanidad, siempre le encanta lucirse en su modo alterno de Chevrolet Corvette de color azul.
Su primera aparición fue en el episodio La Isla de Los Dinobots Parte 2, en "Make Tracks" tuvo en rol muy importante fue uno de los primeros Autobots asignados a cumplir una misión en Nueva York para combatir una ola de secuestros de automóviles, Tracks rápidamente se enamoró de la ciudad, pero después de perseguir a algunos vehículos piratas del aire, terminó estrellándose y fue capturado por un joven callejero llamado Raúl. Los dos pronto llegaron a un entendimiento y se ayudaron mutuamente descubriendo lo que los coches robados eran en realidad se utilizaban para hacer un ejército de Drones de los Decepticons, Los dos lograron detener el plan malévolo de Megatron.
En "Auto-Bop" en el que el Raúl y Blaster se encontrado de nuevo. Raúl les avisó de que una discoteca local que estaba siendo utilizada para lavar el cerebro de las personas, Estos 2 Autobots investigaron y de pronto encontraron a los culpables Starscream y Soundwave, mientras Blaster y Soundwave se batían en un duelo con sus Ondas Sonicas, Tracks utilizó su modo de coche volador para perseguir y disparar a Starscream, poniéndole fin a la amenaza.
Cuando Omega Supreme ignoró una criatura gigante en el espacio para ejercer su venganza contra los Constructicons, Trucks fue uno de los Autobots en el aire que valientemente intento detener a la bestia, fue una de las víctimas por los cazadores de caza mayor Cholmondeley Señor con el fin de atraer a Optimus Prime, más tarde, fue enviado para detener la Stunticons de nueva creación, Sin embargo, subestimo sus capacidades de lucha contrar la gravedad y terminó siendo aplastado en el aire.
Tracks tuvo otro rol destacado en la "Trans-Europe Express", una carrera de autos de obra caritativa en París, Francia a Estambul, Turquía se llevó a cabo. Los Autobots Bluestreak, Bumblebee, Sideswipe, Smokescreen, Sunstreaker, Tracks y Wheeljack participaron junto con varios corredores humanos, como Guty Canay. Sin embargo, la carrera fue saboteada por los Stunticons, ya que ellos habían sido enviados por Megatron para obtener el coche de Guty Ganai en el que querían obtener el metal para crear un dispositivo de control para un controlador de tiempo Cybertroniano, Tracks se ejecutó fuera de la carretera por los Stunticons otra vez, pero más tarde logró detener a los Decepticons mediante la destrucción de la propia Perla, antes de escapar de las manos de Menasor luego este fue derribado por el corredor Guty Canay quien le tiro el auto en la cara al Gestalt. 
Tracks no volvió a hacer apariciones en la batalla de ciudad Autobot en el año 2005 y después de dicha batalla, hasta la tercera temporada de la serie.
Él aparece en algunas escenas del episodio 3 de la tercera temporada de Transformers: Headmasters durante algunas operaciones en la Tierra bajo el mando de Ultra Magnus.

## Transformers Animated
Tracks en Transformers Animated , apareció en una escena de muchedumbre en la final del episodio de 39 "Decepticon Air ". Más tarde aparece en el episodio 40 "Es por esto que Odio a Las Máquinas", encontrándose con Ratchet y el Capitán Fanzone fuera de un bar. Tracks se queda aterrorizado de Fanzone por ser orgánico.
- Datos: Q2838825